# Proch bezbłyskowy
Proch bezbłyskowy, proch bezpłomieniowy – rodzaj prochu bezdymnego. Substancje, które zawiera (winian potasowy, azotan potasu, chlorek potasu) uniemożliwiają zapłon gazów po wyjściu z lufy (płomień wtórny). Używany, aby utrudnić lub uniemożliwić wykrycie stanowiska strzelającej broni.
W czasie II wojny światowej armia niemiecka stosowała proch gudolowy zawierający nitroguanidynę.